# Mirafra cheniana
Mirafra cheniana é uma espécie de ave da família Alaudidae.
Pode ser encontrada nos seguintes países: Botswana, África do Sul e Zimbabwe.
Os seus habitats naturais são: campos de gramíneas de baixa altitude subtropicais ou tropicais sazonalmente húmidos ou inundados.
Está ameaçada por perda de habitat.